# Siemens Healthineers
Siemens Healthineers — немецкая компания, один из крупнейших в мире производителей медицинского оборудования. До 2018 года была подразделением концерна Siemens.

## История
Концерн Siemens занимался медицинским оборудованием с конца XIX века, в 1896 году им была изготовлена первая рентгеновская трубка для медицинской диагностики. В 1953 году был выпущен первый аппарат для ультразвуковой диагностики, а в 1958 году — первый кардиостимулятор. В 1970-х годах концерн начал осваивать производство оборудования для компьютерной томографии. В 2000 году концерном был выпущен первый в мире аппарат, сочетавший возможности компьютерной томографии с позитронно-эмиссионной томографией.
В 2016 году подразделение медицинского оборудования Siemens Healthcare сменило название на Siemens Healthineers, а в марте 2018 года оно стало частично контролируемой дочерней компанией после размещения 15 % акций на Франкфуртской фондовой бирже.
В 2020 году за 16,4 млрд долларов была куплена калифорнийская компания Varian Medical Systems, специализирующаяся на оборудовании для лечения раковых опухолей.

## Деятельность
Подразделения по состоянию на 2022 год:
- оборудование для визуализации — 49 % выручки;
- диагностическое оборудование — 28 % выручки;
- онкология — дочерняя компания Varian Medical Systems[англ.], выпускающее оборудование для радиотерапии, 14 % выручки;
- терапевтические решения — оборудование для лечения с минимальным хирургическим вмешательством, 9 % выручки.

Основные регионы деятельности по доле в выручке:
- США — 36 %;
- остальная Америка — 5 %;
- Германия — 9 %;
- остальная Европа, СНГ, Ближний Восток и Африка — 25 %;
- Китай — 11 %;
- остальная Азия и Австралия — 14 %.